# Neuropsicologia

Lòbuls cerebrals:
Blau: lòbul frontal
Verd: lòbul temporal
Rosa: lòbul occipital
Groc: lòbul parietal

La Neuropsicologia és la disciplina de la psicologia que estudia la relació entre la funció cerebral i la conducta o comportament.
Aquesta estudia els efectes que una lesió, dany o funcionament anòmal en les estructures del sistema nerviós central causa sobre els processos cognitius, psicològics, emocionals i del comportament individual. Els efectes o dèficits poden ser provocats per traumatismes craneoencefàlics (TCE), accidents vasculars cerebrals o ictus (AVC), tumors cerebrals, malalties neurodegeneratives (com per exemple: Alzheimer, esclerosi múltiple, Parkinson, etc.) o malalties del desenvolupament (epilèpsia, paràlisi cerebral, trastorn per dèficit d'atenció/hiperactivitat (TDAH), etc.).

## Hipòtesi del cervell
La hipòtesi del cervell, es recula als segles V i IV aC amb la rivalitat entre els filòsofs Alcmón de Crotona que defensava la localització dels processos mentals en el cervell, i Emèdocles defensor de la hipòtesi cardíaca. La polèmica pràcticament ha durat 2000 anys fins que de forma gradual les evidències científiques han imposat la hipòtesi d'Alcmon. Una vegada acceptada, però, va sorgir la polèmica sobre la localització del cervell, o sigui, si determinats comportaments són controlats per determinades àrees del cervell. Els principals avaladors d'aquesta teoria foren Franz Josef Gall (1758-1828) i Johan Casper Spurxheim (1776-1832) amb el naixement de la teoria frenològica que relacionava les protuberàncies i depressions amb aspectes importants del comportament. Spurzheim va anomenar frenologia a l'estudi de la relació entre les característiques de la superfície del crani i les facultats de la persona.
En aquest sentit el desenvolupament més important, a partir de les crítiques a la frenologia, foren les aportacions de Paul Pierre Broca (1824-1880) i Karl Wernicke (1848-1904). Broca va establir dos punts fonamentals per a la localització:
- Un comportament està controlat per una àrea específica del cervell.
- En destruir l'àrea es destrueix selectivament el comportament.

Per altre cantó Wernicke va aportar els següents criteris:
- Els comportaments estan programats de manera seqüencial (hi ha més d'una àrea que controla la parla).
- El concepte de la desconnexió (La lesió de les connexions entre àrees suposa simptomatologia semblant a si es lesionen les àrees en qüestió).

Finalment cal destacar, que la tècnica d'estimulació elèctrica va permetre confirmar la hipòtesi de Broca i wernicke: el comportament es localitza al neocòrtex.

## Hipòtesi de la neurona
Aquesta hipòtesi expressa que el sistema nerviós està format per cèl·lules o unitats concretes i autònomes que poden interaccionar però que no estan connectades físicament.

## Localització anatòmica de les funcions cognitives i de les emocions

### Funcions cognitives

#### Llenguatge

La localització de les àrees de Broca i Wernicke

La base anatòmica de la parla i del llenguatge implica les estructures següents:
- Àrea de Broca: És l'encarregada de la coordinació complexa dels músculs necessaris per parlar. La situem en la part del lòbul frontal situada just davant de la regió de l'escorça motora primària que controla els músculs de la parla, i per tant, està implicada en la producció i en el record dels moviments musculars que produeixen les paraules.
- Àrea de Wernicke: Alberga programes per transformar la informació auditiva en unitats de significat. La situem en el lòbul temporal superior i està involucrada, en la percepció de la parla i és necessària per a la producció d'una parla comprensible. Probablement conté records dels sons de les paraules.
- Fascicle arquat: Connecta l'àrea de Broca i l'àrea de Wernicke
- Àrea facial precentral
- Àrea facial postcentral
- Escorça visual i auditiva
- Circunvolució angular

Val a dir, que els mecanismes neurals que controlen els elements prosòdics de la parla estan localitzats en l'hemisferi dret.

#### Memòria
La memòria és un procés que produeix un canvi relativament permanent del comportament, mai no s'observa, sempre es dedueix. No podem identificar memòries en el cervell, però el producte de l'experiència ens obliga a pensar que hi ha d'haver uns processos que expliquen aquest canvi. Per tant, entenem la memòria com un procés de connectivitat nerviosa. La situaríem als:
- Lòbuls temporals: Responsables de la memòria a llarg termini, especialment l'hipocamp.
- Lòbuls parietals: Responsables de la memòria a curt termini.
- Lòbuls frontals: Necessaris per separar esdeveniments en el temps.
- Diencèfal: Les seves lesions poden produir amnèsia global, com en la síndrome de Korsakoff.

#### Activitats Gestuals
El gest proposicional posa en marxa tot el cervell malgrat que el lòbul parietal fa possible la integració de les dades perceptives somestèssiques i visuals així com l'assimilació de les experiències sensoriomotroes anteriors.

#### Activitats cognoscitives i intel·lectuals
El còrtex associatiu i lòbul frontal (en la identificació), intervé de forma especial per reconèixer el mateix cos i l'espai extracorporal. Per una altra banda, les activitats intel·lectuals necessiten la integritat del neocòrtex i de les estructures profundes.

### Emocions
Seguint la Teoria de James-Lange les emocions es produeixen abans de les respostes. L'emoció és la sensació que apareix en percebre un fet excitant, quan succeeixen canvis corporals. Sembla que les principals estructures implicades en les emocions serien l'escorça frontal orbital, el sistema límbic i, de forma especial, l'amígdala i l'escorça temporal anterior, que estan íntimament relacionades anatòmicament formant un sistema amb entrades importants cap a l'hipotàlem. Per altra banda, podem parlar de la lateralització on l'hemisferi dret estaria més implicat en reaccions negatives i l'hemisferi esquerre en emocions positives o d'indiferència afectiva. L'expressió i comunicació de les emocions impliquen més l'hemisferi dret que l'esquerre.

## Representació dels processos mentals en el cervell

### Mapes Topogràfics
- Mapes de projecció: Construïts localitzant els axons que parteixen dels sistemes sensorials i es dirigeixen al cervell, i els axons que parteixen del neocòrtex i van al sistema motor. concretament es pot veure com:
  - El sistema visual es projecta al lòbul occipital posterior.
  - El sistema auditiu es projecta al lòbul temporal.
  - El sistema somatosensorial es projecta al lòbul parietal.
  - El sistema motor s'origina al lòbul frontal.

- Mapes funcionals
  - Es construeixen mitjançant l'estimulació elèctrica d'una zona determinada del cervell o relacionant un tipus de lesió amb canvis de comportament. El més conegut és l'Homúncul de Penfield.

- Mapes citoaquitectònics: Korbinian Brodmann va dividir el cervell pel solc central i va treballar cada meitat de forma aleatòria, numerant les confortacions de cèl·lules que anava trobant i dividint el cervell en les àrees de Brodmann

## Distribució de les funcions cognitives més importants

### Lòbul parietal
Dins les funcions del lòbul parietal podem distingir dues funcions principals:
- Sensacions i percepcions somàtiques.
- Integració de la informació sensorial.

### Lòbul temporal
El lòbul temporal, que no té una funció unitària, té quatre funcions bàsiques:
- Sensacions auditives
- Percepció auditiva i visual
- Emmagatzema informació sensorial a llarg termini
- Assigna connotacions afectives als estímuls

### Lòbul frontal
Podem distingir tres nivells jeràrquics en la funcionalitat del lòbul frontal:
- 1r nivell: Control de moviments fins.
- 2n nivell: Control de moviments de les extremitats i del cos.
- 3r nivell: Control dels programes motors generals i afegeix flexibilitat. Sense aquesta funció el comportament seria estereotipat, inflexible i mal adaptat.